# سرغل فرخينوند (مقاطعة تشرداول)
سرغل فرخينوند (بالفارسية: سرگل فرخینوند) هي قرية تقع في قسم هليلان الريفي (مقاطعة تشرداول) في إيران.